# Limosina plumiseta
Limosina plumiseta är en tvåvingeart som först beskrevs av Oswald Duda 1925.  Limosina plumiseta ingår i släktet Limosina och familjen hoppflugor.
Artens utbredningsområde är Paraguay. Inga underarter finns listade i Catalogue of Life.